# Serientod
Der Serientod beschreibt das „endgültige“ Entfernen einer Figur aus einer Fernsehserie durch ihren Tod. Das beendet den die Figur betreffenden weiterlaufenden Handlungsstrang. Damit ist ein weiteres Auftreten des entsprechenden Darstellers zumeist ausgeschlossen, abgesehen von Rückblenden, ähnlichen filmischen Mitteln oder Auftritten in Träumen.

## Gründe
Mögliche Gründe für einen Serientod können unter anderem dramaturgischer Art sein, aber auch der Wunsch des Darstellers oder des Produzenten, die weitere Zusammenarbeit zu beenden, sind häufig die Ursache.
Eine weitere, offenbar nicht so seltene Möglichkeit ist die Disziplinierung „aufmüpfiger“ Darsteller mit der Drohung, sie „den Serientod sterben“ zu lassen.

## Rückgängigmachung
Gelegentlich wird ein Serientod auch im weiteren Verlauf der Serie gewissermaßen widerrufen, indem eine vermeintlich tote Figur wieder auftritt und dauerhaft in die Handlung eingebunden bleibt. Hierfür muss dann dramaturgisch eine entsprechende Erklärung gefunden werden, etwa dass es sich um eine Verwechslung handelt oder die betreffende Figur ihren Tod nur vorgetäuscht hat. Dabei bietet sich die Möglichkeit, dass die Zuschauer noch vor den übrigen Figuren der Serie erfahren, dass die betreffende Person gar nicht tot ist. 
Der bekannteste Fall eines rückgängig gemachten Serientods war der von Bobby Ewing (Patrick Duffy) in der Serie Dallas. Die Ereignisse der gesamten neunten Staffel wurden damit erklärt, dass sie lediglich von seiner Frau Pamela Ewing (Victoria Principal) geträumt wurden. In der Telenovela Sturm der Liebe überlebte die Rolle Barbara von Heidenberg gleich zweimal den Serientod, bis sie ihn 2017 endgültig starb.
Die Vergabe einer neuen Rolle an die Darstellerin einer im Serienuniversum fiktiv gestorbenen Rolle findet sich bei der Arzt-Dramedy-Serie Scrubs – Die Anfänger mit Aloma Wright in der den Serientod gestorbenen Rolle „Schwester Laverne Roberts“ und anschließend in der Rolle „Schwester Shirley“.